# Ормириды
Ормириды (лат. Ormyridae) — семейство паразитических наездников надсемейства Chalcidoidea подотряда Стебельчатобрюхие отряда Перепончатокрылые насекомые. Размеры мелкие (1—5 мм). Крылья с сильно редуцированным жилкованием. Тело, как правило, сине-зелёное блестящее. Брюшко удлинённое с зубчатой скульптурой.

## Биология
Паразитоиды и гиперпаразитоиды орехотворок (Cynipidae) и двукрылых (Cecidomyiidae, Tephritidae и Agromyzidae).
Ormyridae связаны с растительными галлами либо как галлообразователи, либо как паразитоиды галлообразователей. Виды Asparagobius образуют галлы на спарже (Asparagaceae), в то время как единственный известный вид Hemadas образует галлы на вакциниуме (Ericaceae). Вид Halleriaphagus phagolucida был выведен из водоемов на Halleria lucida L. и Halleria elliptica L. (Стильбовые). Виды рода Ormyrus являются паразитоидами галлообразователей. Биология Eubeckerella и Ouma неизвестна.

## Распространение
Космополитная группа, встречаются повсеместно. В Палеарктике 1 род и 34 вида.
Hemadas nubilipennis (Hemadinae) известен только из Неарктического региона, а Asparagobiinae — только из Афротропического региона. Виды Ormyrinae встречаются на всех континентах, кроме Антарктиды, и известны даже с нескольких островов Тихого океана, включая Соломоновы острова, Новую Каледонию, Вануату (Новые Гебриды) и Самоа, но не Новую Зеландию. Ormyrus является космополитом, хотя из Южной Америки получено очень мало данных. Образцы Ormyrus были выращены из дубовых галлов в Колумбии, но только два экземпляра известны с остальной части континента, оба из западной Бразилии — O. brasiliensis из Чапада-дус-Гимарайнс (Мату-Гросу) и неопределенный вид из Корумба (Мату-Гросу-ду-Сул). Род Eubeckerella ограничен Малайзией, в то время как род Ouma является афротропическим.

## Классификация
Мировая фауна включает 3 рода и около 125 видов, в Палеарктике — 2 рода и около 60 видов. Фауна России включает 1 род и 13 видов наездников этого семейства.
Группа была выделена в 1856 году немецким энтомологом Арнольдом Фёрстером и ревизована в 2024 году.
- Подсемейство Asparagobiinae van Noort, Burks, Mitroiu and Rasplus, 2024
  - Asparagobius  Mayr, 1905
  - Halleriaphagus  van Noort and Burks, 2024 (1 вид)
    - Halleriaphagus phagolucida  van Noort and Burks, 2024
- Подсемейство Hemadinae van Noort, Burks, Mitroiu and Rasplus, 2024
  - Hemadas  Crawford, 1909
    - Hemadas nubilipennis  (Ashmead, 1887)
- Подсемейство Ormyrinae Förster, 1856
  - Eubeckerella Narendran, 1999 (1 вид)
    - Eubeckerella malaica  Narendran, 1999

  - Ormyrus Westwood, 1832 (более 140 видов)
  - Ouma  Mitroiu, 2024
    - Ouma daleskeyae  Mitroiu, 2024
    - Ouma emazantsi  Mitroiu, 2024

  - Ormyrulus Bouček, 1986 (1 вид)